# Екатерина де Валуа-Куртене
Екатерина де Валуа-Куртене (фр. Catherine de Valois-Courtenay, не ранее январь 1302 и не позднее апрель 1303, Сиена, Тоскана — октябрь 1346, Неаполь) — титулярная императрица Константинополя (как Екатерина II), княгиня Ахейская и Тарентская, регент Ахеи, губернатор Кефалонии.

## Биография
Екатерина была дочерью представителя французского королевского дома Карла Валуа и его жены Екатерины де Куртене. Свадьба её родителей состоялась 28 февраля 1301 года, а подписание её брачного контракта — 15 апреля 1303 года. Через неделю после её рождения, она была крещена. Затем её отец Карл Валуа — обменялся посланиями с Бургундским двором, после чего поверенные обеих сторон встретились в Сансе для подписания контракта. Это заняло минимум 1,5 месяца. Таким образом, Екатерина Валуа родилась — между 1 января 1302 года и 1 марта 1303 года.
С рождения она была обручена с бургундским герцогом Гуго V. После смерти в 1307 году матери Екатерина унаследовала от неё титул императрицы Константинополя, и её отец разорвал помолвку, решив выдать дочь за человека, который имеет реальные шансы отвоевать Константинополь.
В июле 1313 года Екатерина вышла замуж за Филиппа Тарентского, сына неаполитанского короля Карла II. Пытаясь восстановить Латинскую империю, в 1318 году Филипп заключил союз со своим племянником Карлом Робертом, но это ни к чему не привело.
В декабре 1331 года её муж Филипп умер, и новым князем Тарентским стал её сын Роберт. В связи с тем, что Иоанн (герцог Дураццо), который на тот момент был князем Ахейским, не захотел приносить вассальную присягу своему молодому племяннику Роберту, было достигнуто соглашение, что Иоанн уступает Ахейское княжество Роберту и выплачивает ему 5 тысяч унций золота (занятых у Никколо Аччяйоли), а взамен получает титул короля Албании. Так как Роберту было всего 13 лет, то реальной правительницей вместо него стала Екатерина. В 1338 году она перебралась в Ахейское княжество.
Когда в 1341 году Роберт достиг совершеннолетия, Екатерина стала губернатором Кефалонии, где и провела последние годы своей жизни.
Екатерина скончалась в 1346 году в Неаполе.

## Семья и дети
У Екатерины и Филиппа было пятеро детей:
- Роберт (1319—1364), князь Таранто, титулярный император Константинополя
- Людовик (1320—1362), князь Таранто, король Неаполя (по праву жены)
- Маргарита (ок. 1325—1380), в первом браке замужем за шотландским королём Эдуардом Баллиоли, во втором браке замужем за Франсуа де Бо, герцогом Андрии
- Мария (1327—?), умерла в детстве
- Филипп (1329—1374), титулярный император Константинополя